# Kress
Kress – miasto w Stanach Zjednoczonych, w stanie Teksas, w hrabstwie Swisher.